# آبردین (مریلند)
آبردین (به انگلیسی: Aberdeen) شهری در ایالت مریلند کشور ایالات متحده آمریکا است که جمعیت آن در سرشماری سال ۲۰۱۰ میلادی، ۱۴٬۹۵۹ نفر بوده‌است.